# Torneo Triangolare dell'Oceano Indiano
Il Torneo Triangolare dell'Oceano Indiano (in francese Tournoi triangulaire de l’Océan Indien), conosciuto anche come Triangulaire, fu una competizione calcistica alla quale parteciparono le squadre nazionali di tre paesi insulari che si affacciano sull'Oceano Indiano: Madagascar, Mauritius e La Riunione. Questa competizione può considerarsi come precursore dei Giochi delle isole dell'Oceano Indiano, almeno per quel che riguarda la disciplina calcistica.
Il Triangolare si è tenuto annualmente tra il 1947 e 1958, più l'ultima edizione del 1963. Proprio in questa edizione la partita tra Mauritius e Madagascar fu abbandonata, assegnando a quest'ultima la vittoria del torneo, con conseguente rinuncia di Mauritius a volersi sfidare con Madagascar. Questo rifiuto causò la fine della competizione, e la mancata partecipazione di Madagascar alla prima edizione Giochi delle isole dell'Oceano Indiano nel 1979. Dall'edizione del 1985 le squadre originarie del Triangolare si sono nuovamente affrontate ai Giochi delle isole.

## Edizioni
| Torneo Triangolare dell'Oceano Indiano | Torneo Triangolare dell'Oceano Indiano | Torneo Triangolare dell'Oceano Indiano | Torneo Triangolare dell'Oceano Indiano | Torneo Triangolare dell'Oceano Indiano | Torneo Triangolare dell'Oceano Indiano |
| -------------------------------------- | -------------------------------------- | -------------------------------------- | -------------------------------------- | -------------------------------------- | -------------------------------------- |
| Anno                                   | Paese ospitante                        |                                        | Classifica finale                      | Classifica finale                      | Classifica finale                      |
| Anno                                   | Paese ospitante                        | Campione                               | 2º posto                               | 3º posto                               |                                        |
| 1947 Dettagli                          | Madagascar                             | Mauritius                              | Madagascar                             | La Riunione                            |                                        |
| 1948 Dettagli                          | Mauritius                              | Mauritius                              | Madagascar                             | La Riunione                            |                                        |
| 1949 Dettagli                          | La Riunione                            | Mauritius                              | Madagascar                             | La Riunione                            |                                        |
| 1950 Dettagli                          | Madagascar                             | Mauritius                              | La Riunione                            | Madagascar                             |                                        |
| 1951 Dettagli                          | Mauritius                              | Mauritius                              | Madagascar                             | La Riunione                            |                                        |
| 1952 Dettagli                          | La Riunione                            | Mauritius                              | Madagascar                             | La Riunione                            |                                        |
| 1953 Dettagli                          | Madagascar                             | Mauritius                              | Madagascar                             | La Riunione                            |                                        |
| 1954 Dettagli                          | Mauritius                              | Mauritius                              | La Riunione                            | Madagascar                             |                                        |
| 1955 Dettagli                          | La Riunione                            | Madagascar                             | Mauritius                              | La Riunione                            |                                        |
| 1956 Dettagli                          | Madagascar                             | Mauritius                              | Madagascar                             | La Riunione                            |                                        |
| 1957 Dettagli                          | Mauritius                              | Mauritius                              | La Riunione                            | Madagascar                             |                                        |
| 1958 Dettagli                          | La Riunione                            | Madagascar                             | Mauritius                              | La Riunione                            |                                        |
| 1963 Dettagli                          | Madagascar                             | Madagascar                             | La Riunione                            | Mauritius                              |                                        |

## Piazzamenti
| Squadra     | 1º | 2º | 3º |
| Mauritius   | 10 | 2  | 1  |
| Madagascar  | 3  | 7  | 3  |
| La Riunione | 0  | 4  | 9  |

## Partecipazioni e prestazioni nelle fasi finali
| Nazionale            | Torneo Triangolare dell'Oceano Indiano | Torneo Triangolare dell'Oceano Indiano | Torneo Triangolare dell'Oceano Indiano | Torneo Triangolare dell'Oceano Indiano | Torneo Triangolare dell'Oceano Indiano | Torneo Triangolare dell'Oceano Indiano | Torneo Triangolare dell'Oceano Indiano | Torneo Triangolare dell'Oceano Indiano | Torneo Triangolare dell'Oceano Indiano | Torneo Triangolare dell'Oceano Indiano | Torneo Triangolare dell'Oceano Indiano | Torneo Triangolare dell'Oceano Indiano | Torneo Triangolare dell'Oceano Indiano | Partecip. | Vittorie |
| Nazionale            | 1947                                   | 1948                                   | 1949                                   | 1950                                   | 1951                                   | 1952                                   | 1953                                   | 1954                                   | 1955                                   | 1956                                   | 1957                                   | 1958                                   | 1963                                   | Partecip. | Vittorie |
| -------------------- | -------------------------------------- | -------------------------------------- | -------------------------------------- | -------------------------------------- | -------------------------------------- | -------------------------------------- | -------------------------------------- | -------------------------------------- | -------------------------------------- | -------------------------------------- | -------------------------------------- | -------------------------------------- | -------------------------------------- | --------- | -------- |
| Mauritius            | 1°                                     | 1°                                     | 1°                                     | 1°                                     | 1°                                     | 1°                                     | 1°                                     | 1°                                     | 2°                                     | 1°                                     | 1°                                     | 2°                                     | 3°                                     | 13        | 10       |
| Madagascar           | 2°                                     | 2°                                     | 2°                                     | 3°                                     | 2°                                     | 2°                                     | 2°                                     | 3°                                     | 1°                                     | 2°                                     | 3°                                     | 1°                                     | 1°                                     | 13        | 3        |
| La Riunione          | 3°                                     | 3°                                     | 3°                                     | 2°                                     | 3°                                     | 3°                                     | 3°                                     | 2°                                     | 3°                                     | 3°                                     | 2°                                     | 3°                                     | 2°                                     | 13        | -        |
| Squadre partecipanti | 3                                      | 3                                      | 3                                      | 3                                      | 3                                      | 3                                      | 3                                      | 3                                      | 3                                      | 3                                      | 3                                      | 3                                      | 3                                      | Edizioni  | 13       |

Legenda: 1° = Primo classificato, 2° = Secondo classificato, 3° = Terzo classificato

## Nazioni ospitanti
| Edizioni | Nazione     | Anno/i                       |
| -------- | ----------- | ---------------------------- |
| 5        | Madagascar  | 1947, 1950, 1953, 1956, 1963 |
| 4        | Mauritius   | 1948, 1951, 1954, 1957       |
| 4        | La Riunione | 1949, 1952, 1955, 1958       |

## Esordienti
| Anno             | Paese ospitante  | Nazionali esordienti               |
| 1947             | Madagascar       | Madagascar, Mauritius, La Riunione |
| Dal 1948 al 1963 | Dal 1948 al 1963 | Nessuna squadra esordiente         |